# Lajos Mecser
Lajos Mecser (ur. 23 września 1942 we wsi Bükkaranyos) – węgierski lekkoatleta specjalizujący się w biegach długodystansowych, dwukrotny uczestnik letnich igrzysk olimpijskich (Tokio 1964, Meksyk 1968). Sukcesy odnosił również w biegach przełajowych.

## Sukcesy sportowe
- czterokrotny mistrz Węgier w biegu na 5000 m – 1964, 1966, 1968, 1970
- pięciokrotny mistrz Węgier w biegu na 10 000 m – 1964, 1965, 1966, 1970, 1971
- jedenastokrotny mistrz Węgier w biegach przełajowych – 1964, 1965, 1966, 1967, 1968, 1969, 1970, 1971, 1973, 1974, 1975[1]

| Rok  | Miasto    | Zawody                      | Konkurencja      | Wynik         |
| ---- | --------- | --------------------------- | ---------------- | ------------- |
| 1966 | Budapeszt | mistrzostwa Europy          | bieg na 10 000 m | srebrny medal |
| 1967 | Praga     | europejskie igrzyska halowe | bieg na 3000 m   | brązowy medal |
| 1968 | Meksyk    | igrzyska olimpijskie        | bieg na 10 000 m | 23. miejsce   |

## Rekordy życiowe
- bieg na 3000 metrów – 7:51,2 – Londyn 30/05/1966
- bieg na 3000 metrów (hala) – 8:00,6 – Praga 12/03/1967
- bieg na 5000 metrów – 13:29,2 – Sztokholm 03/07/1968
- bieg na 10 000 metrów – 28:27,0 – Budapeszt 30/08/1966
- bieg maratoński – 2:34:35,2 – Helsinki 15/08/1971